# Sėtikės upė ir jos slėnis
Sėtikės upė ir jos slėnis este o arie protejată (arie specială de conservare — SAC, sit de importanță comunitară — SCI) din Lituania întinsă pe o suprafață de 180,74 ha, integral pe uscat.

## Localizare
Centrul sitului Sėtikės upė ir jos slėnis este situat la coordonatele 55°10′07″N 26°15′41″E / 55.1687°N 26.2614°E.

## Înființare
Situl Sėtikės upė ir jos slėnis a fost declarat sit de importanță comunitară în februarie 2004 pentru a proteja 3 specii de animale. Situl a fost protejat și ca arie specială de conservare în august 2020.

## Biodiversitate
Situată în ecoregiunea boreală, aria protejată conține 3 habitate naturale: Fânețe de joasă altitudine (Alopecurus pratensis, Sanguisorba officinalis), Păduri fino-scandinave bogate în ierburi cu Picea abies, Păduri caducifoliate de mlaștină fino-scandinave.
La baza desemnării sitului se află mai multe specii protejate de  nevertebrate (3): fluturele auriu (Euphydryas aurinia), libelule (Leucorrhinia pectoralis), Unio crassus.
Pe lângă speciile protejate, pe teritoriul sitului au mai fost identificate 3 specii de nevertebrate.